# Блюменфельд Давид Файтелевич
Давид Файтелевич Блюменфельд (1892 – не раніше 1928) - одеський історик.

## Життєпис
Народився у Херсоні 23.06.1892 у родині міщан-юдеїв. 
Середню освіту отримав у І-й Херсонській чоловічій гімназії. Вчився на історико-філологічному та юридичному ф-тах Імператорського Новоросійського університету (1911-1916). За роботу присвячену історії Рішельєвського ліцею отримав срібну медаль. Один з учнів проф-а Івана Линниченко. Наприкінці 1910-х  перебував в аспірантурі при кафедрі енциклопедії права та історії філософії права Імператорського Новоросійського університету. На початку 1920-х був залишений аспірантом на кафедрі цивільного права та радянського будівництва ОІНГ. Надалі працював юрисконсультом при українських радянських представництвах за кордоном. Як історик найактивніше проявив себе на засіданнях ОБТ при Імператорського Новоросійського університету, численні доповіді (здебільшого рецензії) були опубліковані на сторінках «Известий» цього товариства. 

## Науковий доробок
Сферою історичних наукових зацікавлень Д. Блюменфельда було краєзнавство та історія і культура стародавнього Сходу. Його робота з історії Рішельєвського ліцею була ініційована І. Линниченко у зв’язку зі 100-річним ювілеєм цього навчального закладу у 1917. В архіві проф-а збереглися документи, що були зібрані ним як підготовчий матеріал, в тому числі цінні мемуари випускників. Використав частину цього матеріалу, а також архів Рішельєвського ліцею. Проте, на жаль, велика за обсягом та цінна робота молодого історика так і не вийшла друком (лише її невеличкий фрагмент був оприлюднений на одному з засідань Одеського біблиографічне товариство при Імператорського Новоросійського університету). У рецензіях присвячених історії та культурі стародавнього Сходу науковець відзначав труднощі перекладу зі східних мов та закликав читачів відкрити чарівний світ східної літератури.

## Праці
- Из жизни Ришельевского лицея (по архивным данным) // ИОБО. – Т. 4. – Вып. 2. – 1915;
- Асвагоша. Жизнь Будды // ИОБО. – Т. 2. – Вып. 5. – 1913;
- К вопросу о переводах «Нал и Дамаянти» на европейские языки // ИОБО, Т. 2. - Вып. 5. – 1913;
- Рец. на: Эльманович С.Д. Законы Ману // ИОБО. - Т. 2. - Вып. 5. – 1913.